# Heterodactyla hypnoides
Heterodactyla hypnoides är en havsanemonart som beskrevs av William Saville-Kent 1893 . Heterodactyla hypnoides ingår i släktet Heterodactyla och familjen Thalassianthidae. Inga underarter finns listade i Catalogue of Life.